# Mertensia stylosa
Mertensia stylosa är en strävbladig växtart som först beskrevs av Fisch., och fick sitt nu gällande namn av Dc. Mertensia stylosa ingår i släktet fjärvor, och familjen strävbladiga växter. Inga underarter finns listade i Catalogue of Life.